# ヒトコロナウイルスOC43
ヒトコロナウイルスOC43（HCoV-OC43, Human coronavirus OC43）は、ヒトに感染するコロナウイルス。ベータコロナウイルス属（第2群コロナウイルス）のエンベコウイルス亜属、ベータコロナウイルス1というウイルス種に含まれる。ライノウイルスやヒトコロナウイルス229E、HKU1、NL63などと同様に、ヒトに風邪を引き起こす。
SARS関連コロナウイルスや、ヒトコロナウイルス229Eと異なり、ウイルス粒子の表面にヘマグルチニンエステラーゼ（HE）という短いスパイク状のタンパク質を持つ。宿主細胞への侵入には、N-アセチルノイラミン酸(Neu5Ac)受容体を利用する。これらの特性は、他のエンベコウイルスと共通する。
ウシコロナウイルスや、ブタ血球凝集性脳脊髄炎ウイルスと近縁で、これら3種のウイルスの共通祖先は19世紀に存在した可能性がある。

## 感染症
ヒトコロナウイルスOC43は、人類社会に普遍的に存在しており、ヒトコロナウイルス229E、HKU1、NL63と共に、風邪の原因となるコロナウイルスの一つである。これらコロナウイルスによる感染症は、一般的な風邪の10〜15%（流行期35%）にも及ぶ。流行は温帯地域では季節の影響を強く受け、ほとんどの場合冬に発生する。一方、熱帯地域では季節に関係なく流行する。
2008年の研究では、成人の90.8%がヒトコロナウイルスOC43に対するIgG抗体を保有していると推定されており、高いレベルで蔓延していることを示している。別の研究では、IgG抗体陽性率は年齢と共に急激に上昇し、0歳児で25%と低かったが、1-3歳児で63%、4-6歳児で87%、7-14歳児で89%に達した。人類集団内で高い抗体レベルが実現されている一方で、個人単位で見ると抗体は比較的短期間で低下するという報告が複数ある。健康な成人では症状を起こさないか軽い風邪で終わることが殆どであるものの、感染自体はおおよそ27週周期（中央値）で繰り返している。
大部分の患者は10歳未満の小児で、このほか、高齢者、免疫抑制治療を受けている人、後天性免疫不全症候群患者などでも、肺炎を含む重度の下気道感染症を引き起こす可能性がある。主な症状は鼻炎、上気道炎、下痢等などで、2015年初頭に山形県山形市周辺で起きた本疾患の流行で見られた例では、診断を受けた小児（1 - 3歳児）の6割が39℃以上の発熱を起こし、40℃に達する例もあった。
稀な症例として、重症急性呼吸器感染症(SARI)による健康成人の死亡が2例ブラジルで報告されている。

### 神経浸潤性
OC43は、他のヒトコロナウイルスと比較し、神経細胞への攻撃性について多くの報告がある。これは、感染に利用するNeu5Ac受容体が、脳組織に豊富に分布するためと考えられる。実験条件下では、ヒト神経細胞株で培養でき、実験用マウスにも脳炎を起こすことができる。このマウスモデルにおいて、脳神経へのダメージは、サイトカインストームや自己免疫によるものではなく、ウイルス増殖による直接的なものである。
臨床下では、急性散在性脳脊髄炎を起こした小児や、ウイルス性脳炎により死亡した重症複合型免疫不全症の小児からヒトコロナウイルスOC43が検出されている。多発性硬化症などいくつかの脳神経疾患との関連も示唆されている。
前述のとおり、このウイルスはブタに脳脊髄炎を起こすブタ血球凝集性脳脊髄炎ウイルスともごく近縁である。

## 過去の大流行の可能性
ヒトコロナウイルスOC43は、1889年から1895年にかけて、世界で100万人が死亡したインフルエンザ「ロシアかぜ」の大流行との関連が指摘されている。この流行の原因となったインフルエンザウイルスは特定されていないが、これまでH3N8型インフルエンザウイルスなどが原因として挙げられていた。一方、ベルギーにあるルーヴェン大学の研究者らは、多くの患者で顕著な中枢神経系の疾患が見られたことや、塩基配列の変異速度を考慮したウイルスの出現時期の考察によって、この流行はインフルエンザウイルスが原因ではなく、実際にはヒトコロナウイルスOC43を原因とする可能性があると2005年に報告した。同様に、デンマーク工科大学とロスキレ大学の研究者らも、症状の比較や塩基配列の変異速度の検討を通じ、ヒトコロナウイルスOC43がロシア風邪の原因であるとの結論に達したと2020年8月に報道された。前者の研究では、ヒトコロナウイルスOC43の変異速度から逆算することによってウイルスのスピルオーバーが発生した時期を求めており、1890年前後にウシコロナウイルスから、ヒトコロナウイルスOC43が出現したと結論付けている。また、この大流行にやや先行してウシ呼吸器疾患が世界的に流行し、大規模に殺処分が行われていたことも指摘している。
当時の医学者の中にも、フランスのピエール・ポテン(fr)の様に、この流行はインフルエンザではないと考える者もいた。これは、インフルエンザではあまり見られない脾腫に加えて、神経疾患（例えば顔面神経痛、多様な痛み、頻脈と徐脈を頻繁に繰り返す迷走神経障害、球麻痺、末梢神経と脊髄の障害、深刻で長く続く無力症など）がインフルエンザにしては異常に高い頻度で見られたためである。
この大流行は、1889年の5月にロシア帝国のブハラ（ウズベキスタン）で最初に発生が確認された後、僅か4ヶ月で北半球全域に拡大するなど、非常に速い速度で全世界に伝播した。12月にはサンクトペテルブルクで死者数がピークに達し、翌1890年1月にはアメリカでピークに達した。マルタで報告された致死率は、1回目が4%、1892年からの2回目の流行が3.3%であった。致死率は子供で低く、70歳以上の高齢者で高かった。1895年まで続いた流行の中で、人類は部分的な免疫を獲得、このウイルスは致死的なものではなくなったとも言われている。なお、同じコロナウイルスである、ヒトコロナウイルス229Eを使用した人体実験では、抗体レベルは早期に低下し2度目の感染を防ぐことはできないものの、再感染例では症状が大幅に低下するという報告がある。